# Bouillon (cuisine)
Pour les articles homonymes, voir Bouillon.
Un bouillon désigne, en gastronomie, à la fois un mode de cuisson à l'eau portée à ébullition, ainsi que le résultat clarifié de cette cuisson, variante du fond ou du consommé. Celui-ci peut être issu de cuisine familiale, ou d'industrie agroalimentaire sous forme de bouillon cube.

## Caractéristiques

### Préparation culinaire

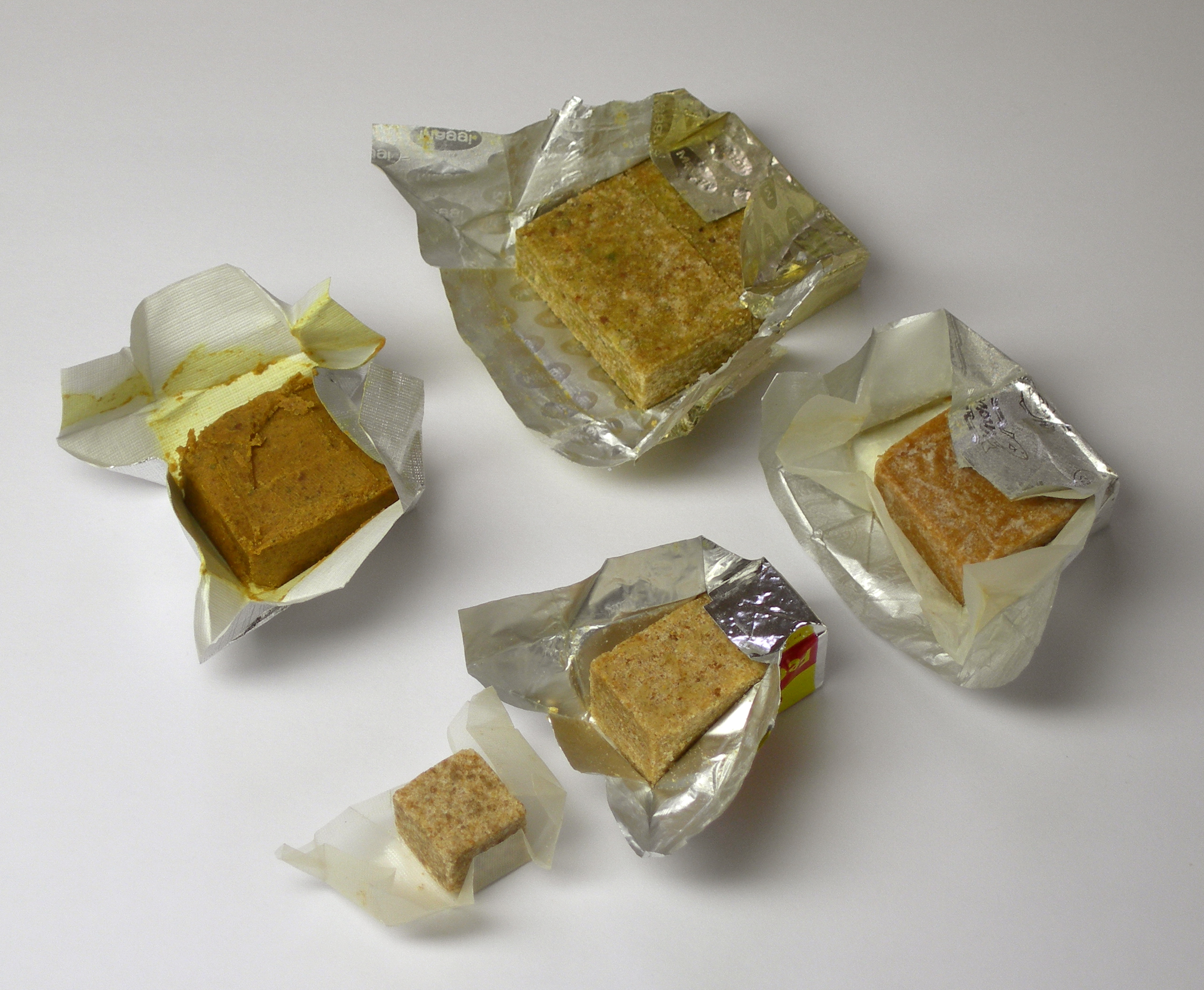
Bouillon cube.

Un bouillon désigne le plus souvent la préparation culinaire liquide (généralement juste de l'eau, sel, poivre, bouquet garni), dans laquelle on cuit, assez longuement, un ou plusieurs aliments : des viandes (bœuf, volaille, etc.), des poissons, des légumes, des féculents, des graines, complétés d'aromates et d'assaisonnements. Lors de cette opération, saveurs, couleurs et nutriments sont transférés à la phase aqueuse par osmose ; de nouvelles molécules aromatiques sont également créées par le processus de cuisson. Le bouillon formant la partie liquide du pot-au-feu, de la poule au pot, ou de la garbure est également nommé consommé blanc. Selon les aliments utilisés, le bouillon peut être diététique. Ces cuissons longues à l'isotherme 100 °C attendrissent les tissus, les rendent fondants sans risque de les abimer par des températures trop élevées ;
Avec l'industrialisation alimentaire, le bouillon cube — forme élaborée de l'extrait de viande —, est la réduction extrême d'un bouillon obtenu avec une base animale (viande, poisson, volaille…), permettant plus tard de réaliser une sauce, ou un fond, dans une autre préparation culinaire en y ajoutant un concentré d'arômes et saveurs. Le bouillon cube est le résultat final par une évaporation soignée, éliminant la fraction aqueuse. La cuisson initiale a permis de récupérer des fractions goûteuses et aromatiques, qui sont non évaporées à 100 °C. Ils sont vendus déshydratés, salés (pour leur conservation), en tablettes ou en concentré.

### Mode de cuisson
Le bouillon désigne le mouvement produit à la surface d'un liquide dès son entrée en ébullition forte ou douce, avec ou sans bulles de vapeur. De là viennent les expressions « donner un bouillon » (chauffer jusqu'à l'ébullition), « écumer au premier bouillon » (écumer dès que cela commence à bouillir), chauffer « à gros bouillons », etc. Les « yeux » du bouillon désignent les bulles de matière grasse qui nagent à sa surface. Le court-bouillon est un mode de cuisson « bref », sans gros bouillons pour le constituer. Il n'a pas, dans ce cas, la fonction d'attendrir des tissus ou de cuire des légumes. Ces derniers et les épices sont là en grande quantité pour parfumer ce liquide de cuisson (de l'eau en grande majorité).

## Histoire

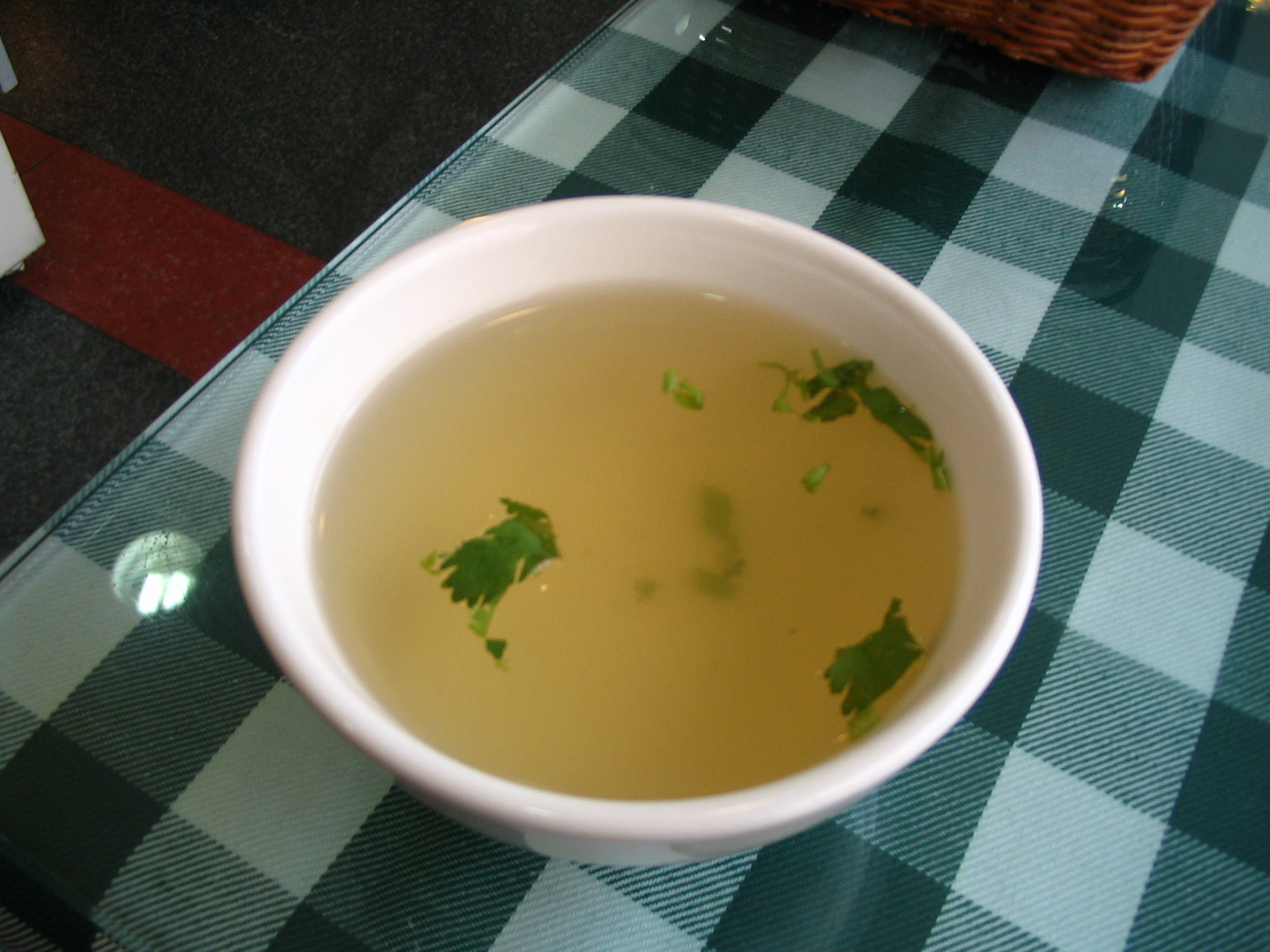
Bouillon prêt à la consommation.

Ce mode de cuisson est ancestral, voire immémorial : à partir du moment où les humains possédaient le feu, des ustensiles et l'art de mélanger l'eau et des aliments, le bouillon était né. Des archéochimistes montrent que très tôt, des êtres humains ont pratiqué la technique qui consiste à cuire des aliments dans de l’eau à l’aide de pierres chauffées dans un feu et jetées dans l’eau contenue dans une peau d’animal posée sur un trou. Apicius, il y a 2 000 ans, donne diverses recettes de bouillons. Des « receptuaires », comme le Viandier (1319) de Guillaume Tirel, témoignant de la cuisine médiévale en Occident, donnent certaines recettes où le poireau, l'ail, la carotte, jouent un rôle central, la viande restant rare pour la très grande majorité des gens. Une très ancienne recette consiste à faire cuire la carcasse d'un poulet, son jus de cuisson, avec quelques légumes, il est dit reconstituant et destiné aux convalescents.
Le chimiste Lavoisier en a étudié les propriétés physiques au XVIIIe siècle. 
Le bouillon déshydraté semble remonter au début du XVIIIe siècle : le cuisinier Vincent La Chapelle en donne une recette, à base d'un bouillon de tranches de veau et de jambon, et la définit : une fois la préparation passée, « vous la remettrez sur le feu, & la faites tarir jusqu'à ce qu'elle se réduise en caramel, qui veut dire glace ». Mais La Chapelle donne aussi en 1742 la recette d’un « Grand bouillon fait de tablettes, facile à transporter, et à conserver pendant un an et plus » dans un chapitre sur les bouillons médicinaux débutant par un avertissement : « Je ne donne pas les Boüillons medecinaux comme étant de ma compoſition ; mais ſeulement comme les ayant faits pluſieurs fois de l’ordonnance des plus ſçavans Medecins », ce qui semble indiquer une pratique antérieure à 1742 du bouillon en tablette.
À partir des années 1830, de nombreux chimistes cherchent à isoler certains composants du bouillon. Au début des années 1850, une découverte majeure est faite par Justus von Liebig, qui produit un extrait de viande. Par la suite, la commercialisation du bouillon de viande et de légumes, sous forme déshydratée, est obtenue grâce à un processus industriel.
Vers 1831, avait été lancés à Paris la Compagnie des « bouillons hollandais » (ou « Compagnie hollandaise »), proposant une tasse reconstituante pour 20 centimes, expérience qui dura près de quinze ans. Elle fut fondée par deux chimistes néerlandais, Bouwens et Van Coppenaal, pour le compte du Comité anglais de bienfaisance de Paris : leur bouillon était fait à partir d'os bouillis, et donc contenait de la gélatine et sans doute de la betterave. Ils s'étaient inspiré des travaux du chimiste Jean-Pierre-Joseph d'Arcet.
Au début des années 1850 à Paris, apparaissent les « bouillons », série de restaurants parisiens à grand débit et bon marché. Les Bouillons Duval furent les premiers à se lancer (avant 1854), ayant auparavant vendu du bouillon sous la forme de tablettes via leurs boucheries, suivis par les frères Chartier (vers 1894), et on en compta en 1900 près de 250 dans la seule ville de Paris. Ce type de restaurants proposant des repas à bas prix s'est également développé en Allemagne (la chaîne Aschinger fondée en 1892 à Berlin) et en Grande-Bretagne (J. Lyons and Co. (en), Pearce & Plenty (en)). Ce furent les premières chaînes de restaurants abordables.

## Par pays

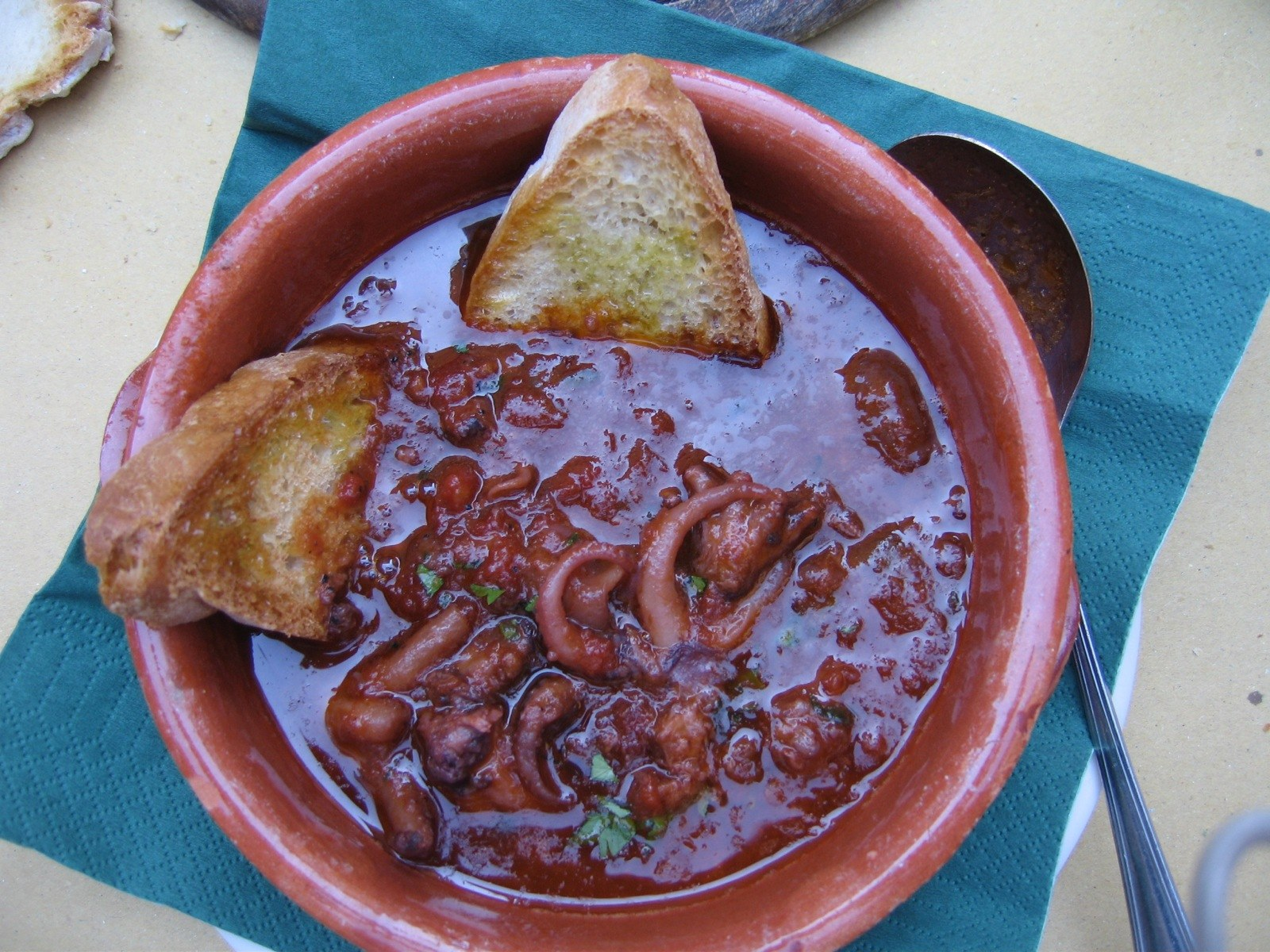
Moscardini (petits poulpes) in guazzetto.

### Cuisine française
Selon Alexandre Dumas (père), dans son Grand Dictionnaire de cuisine de 1870 : « La cuisine française doit sa supériorité à l'excellence du bouillon français. »
Les bouillons les plus typiques sont : le court-bouillon, le bouillon de légumes, le bouillon de volaille, le bouillon de racines, le bouillon d'os à moelle, le bouillon de viande, le consommé et le bouillon de poisson.

### Cuisine italienne
Dans la terminologie culinaire italienne, la cuisson des aliments dans un bouillon dense peut être appelée in umido, ou in guazzetto, par exemple : lenticchie (lentilles) in umido, vongole (palourdes) in guazzeto.

### Cuisine japonaise
La soupe miso, à base de bouillon dashi et de miso, est un bouillon de base de la cuisine japonaise, dont il existe de nombreuses variantes, à base entre autres d'algues, de champignons ou de poisson.

### Cuisine chinoise
Les soupes sont fréquentes dans la cuisine chinoise, et en particulier les bouillons.
La fondue chinoise se base sur un bouillon, dans lequel chaque convive fait cuire des lamelles de viande, de légumes, de poissons ou de crustacés.

## Galerie

Quelques exemples
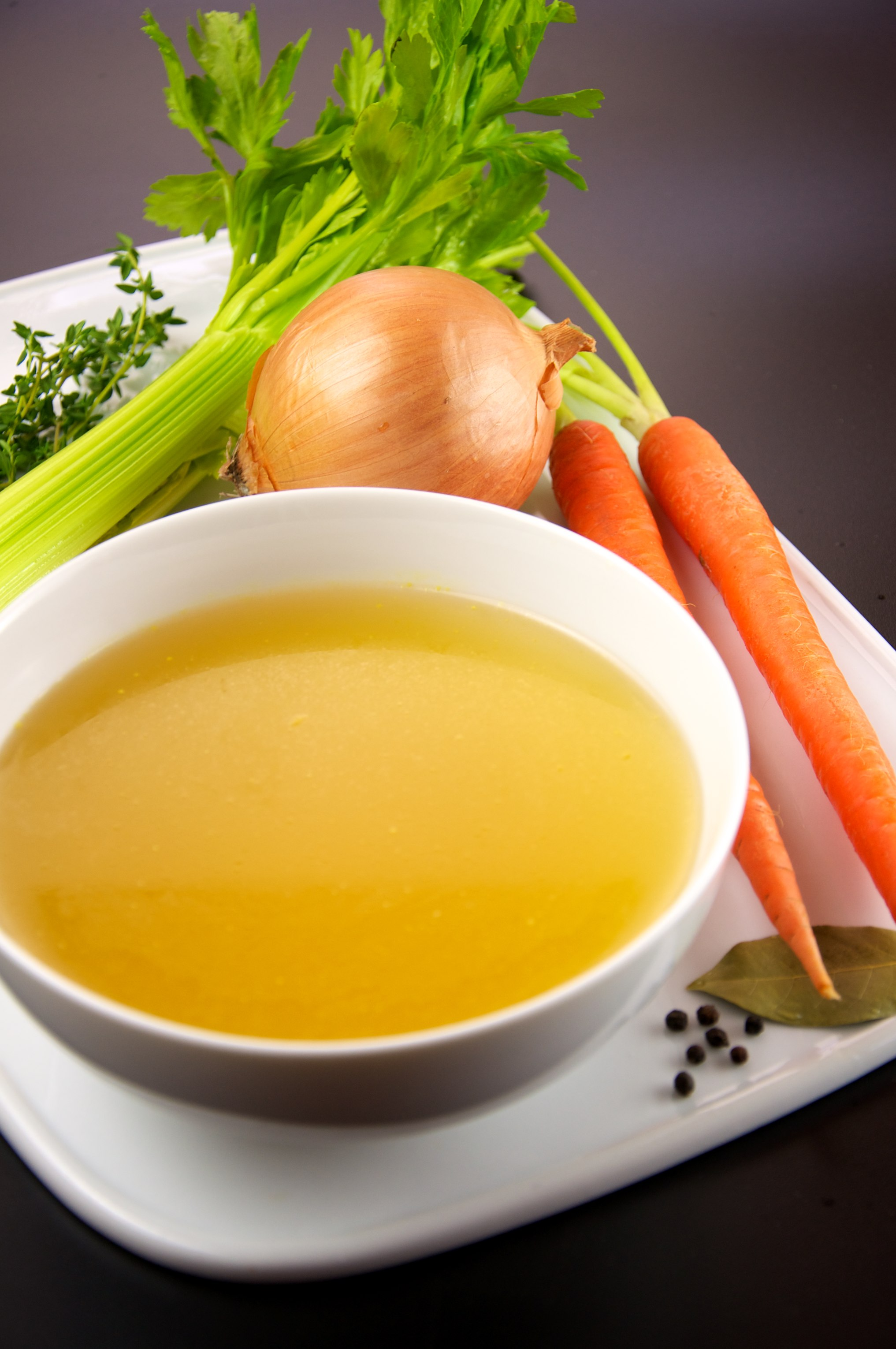
Bouillon de volaille.
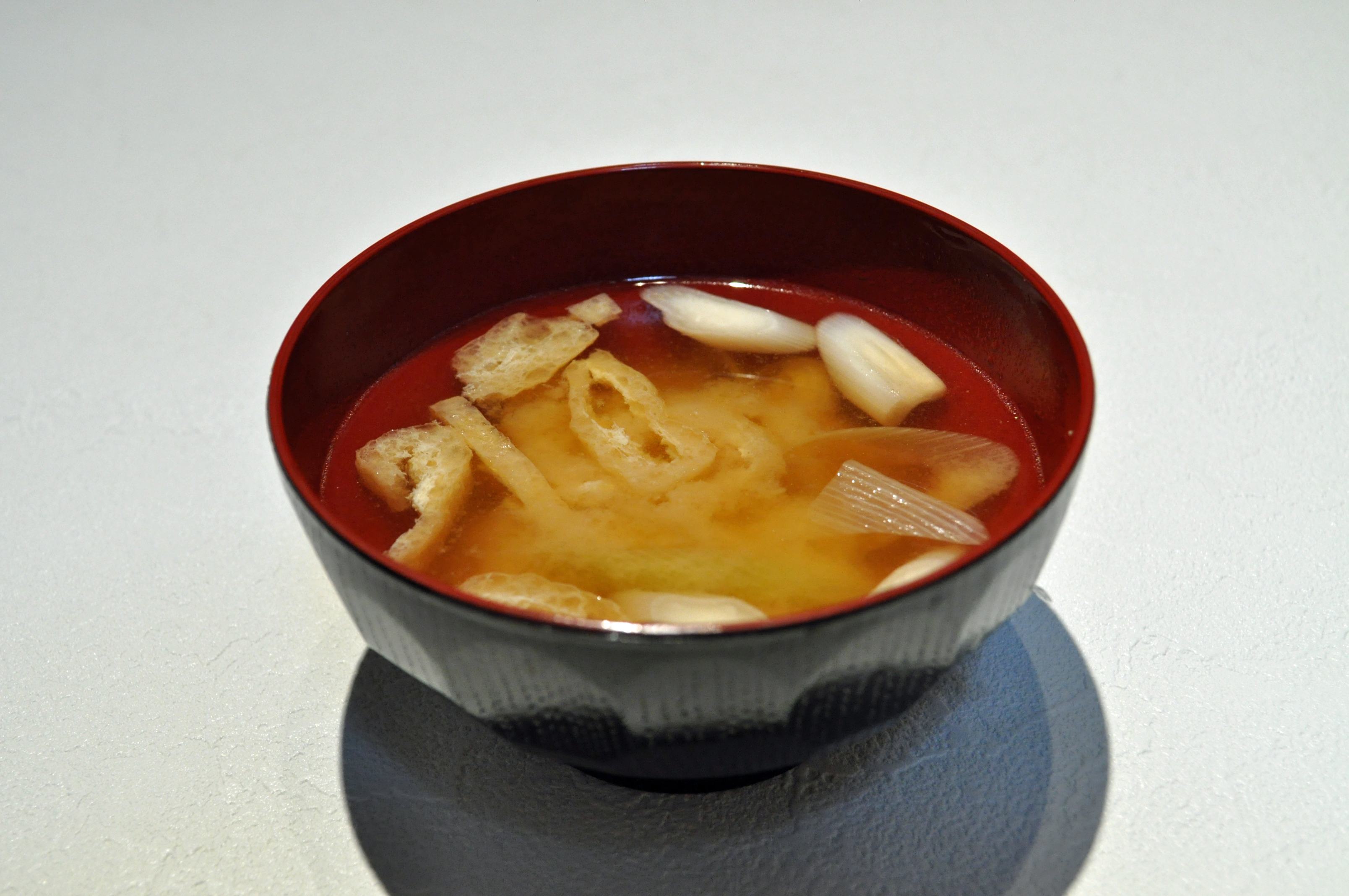
Soupe miso à l'oignon vert.
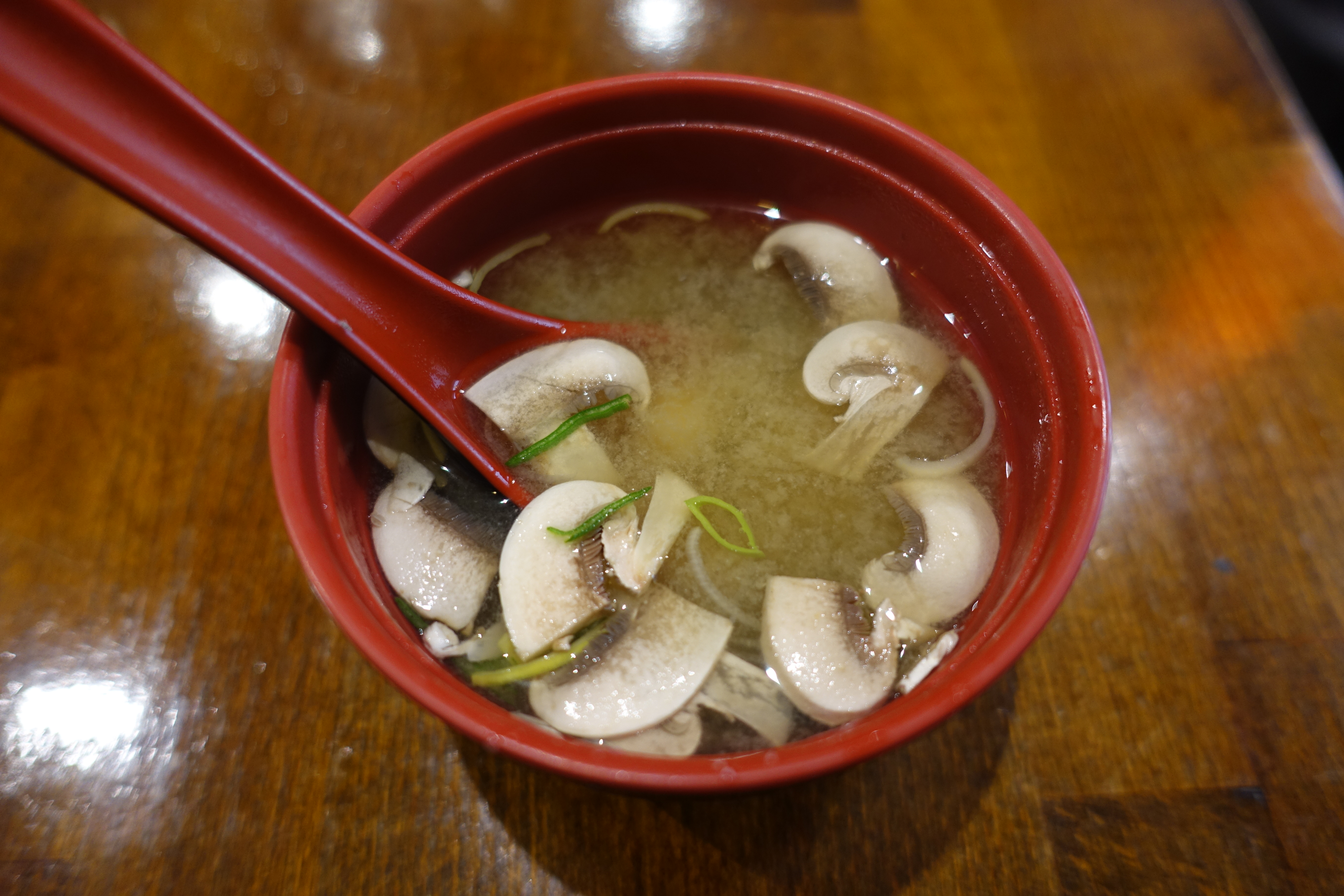
Soupe miso au dashi, de la cuisine japonaise.
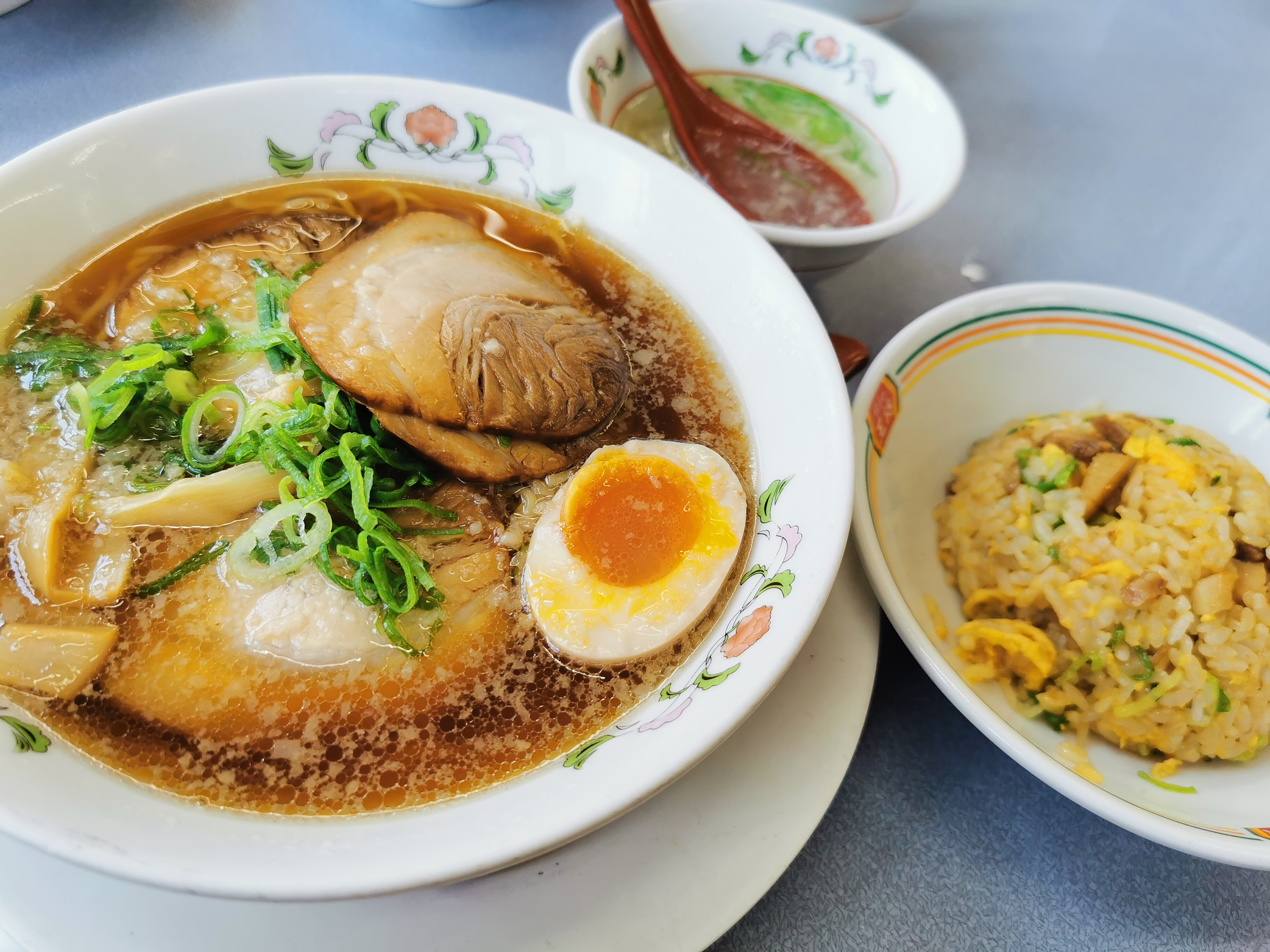
Rāmen de la cuisine japonaise.
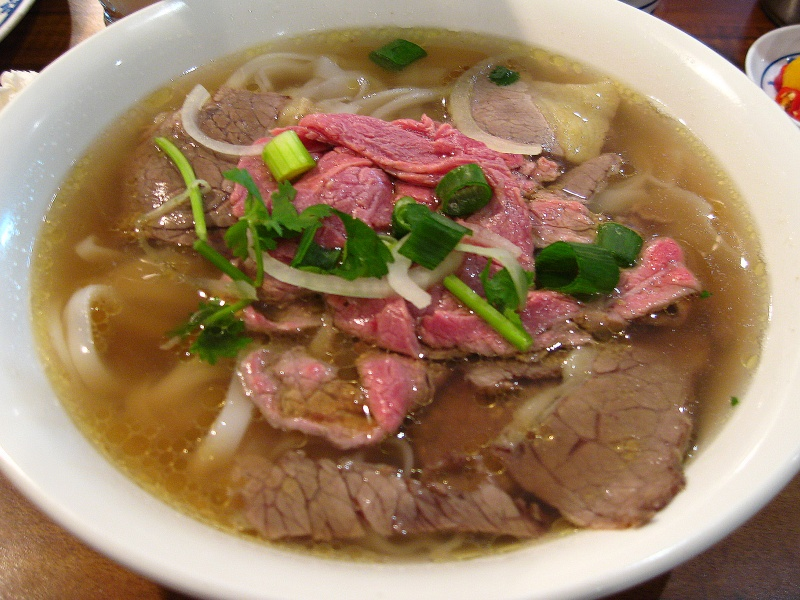
Phở de la cuisine vietnamienne.